# Vaulogerodesmus mahunkai
Vaulogerodesmus mahunkai är en mångfotingart som beskrevs av Zoltán Korsós och Sergei I. Golovatch 1989. Vaulogerodesmus mahunkai ingår i släktet Vaulogerodesmus och familjen orangeridubbelfotingar. Inga underarter finns listade i Catalogue of Life.